# Joséphine Nicoli « La Quique »
Pour les articles homonymes, voir Nicoli.
Ne doit pas être confondu avec Joséphine Nicoli.
Joséphine Nicoli, dite « La Quique », née Joséphine Roux le 30 août 1873 à Marseille et morte le 3 février 1950 à Marseille, est une bouquetière française célèbre à partir de 1885, lorsque les artistes lui achètent des fleurs avant leur spectacle à Marseille.
À l'époque, 18 kiosques de fleurs sont installés cours Saint-Louis. Gaby Deslys, vedette marseillaise de music-hall à la carrière internationale, achète des bouquets au kiosque de Joséphine. De retour à Marseille après l'une de ses tournées en 1918, Gaby Deslys se produit au Grand Casino. Elle charge Joséphine d'y vendre des fleurs et lui donne le sobriquet marseillais affectueux « La Quique »,.
Pour les artistes qui vont se produire dans les salles de spectacle à proximité — à l'Alcazar situé cours Belsunce ou au Théâtre de l'Odéon sur la Canebière —, acheter des fleurs à La Quique est un rituel porte-bonheur,. Parmi ces vedettes, Mistinguett, Maurice Chevalier, Marcel Pagnol, Raimu, Charles Trénet, Edith Piaf, Tino Rossi, Luis Mariano... Joséphine assiste à la première de chaque spectacle.
Joséphine meurt le 3 février 1950 à Marseille. L'une de ses deux filles, Henriette, s'installe au kiosque dès 13 ans et devient ma Quique Jolie et ma belle Quique. Elle continue à livrer des fleurs à la préfecture et dans les administrations marseillaises jusqu'à ce qu'elle vende le kiosque en 1978.
Une place « Joséphine Nicoli dite La Quique » porte son nom dans le 11e arrondissement de Marseille, dans le quartier de La Pomme.